# Cholet Agglomération
Die Cholet Agglomération ist ein französischer Gemeindeverband mit der Rechtsform einer Communauté d’agglomération im Département Maine-et-Loire in der Region Pays de la Loire. Sie wurde am 15. Dezember 2016 gegründet und umfasst 26 Gemeinden. Der Verwaltungssitz befindet sich im Ort Cholet.

## Historische Entwicklung
Der Gemeindeverband entstand mit Wirkung vom 1. Januar 2017 durch die Fusion der Vorgängerorganisationen
- Communauté d’agglomération du Choletais,
- Communauté de communes du Bocage und
- Communauté de communes du Vihiersois-Haut-Layon.

Trotz der Namensähnlichkeit mit einer der Vorgängerorganisationen handelt es sich um eine Neugründung mit anderer Rechtspersönlichkeit.
Am 17. April 2023 entschied der Rat des Gemeindeverbands die Änderung seines bisherigen Namens Agglomération du Choletais auf den aktuellen.

## Mitgliedsgemeinden
| Gemeinde                 | Einwohner 1. Januar 2022 | Fläche km² | Dichte Einw./km² | Code INSEE | Postleitzahl        |
| ------------------------ | ------------------------ | ---------- | ---------------- | ---------- | ------------------- |
| Bégrolles-en-Mauges      | 2.115                    | 14,62      | 145              | 49027      | 49122               |
| Cernusson                | 329                      | 8,45       | 39               | 49057      | 49310               |
| Chanteloup-les-Bois      | 712                      | 27,47      | 26               | 49070      | 49340               |
| Cholet                   | 54.074                   | 87,47      | 618              | 49099      | 49300               |
| Cléré-sur-Layon          | 345                      | 21,74      | 16               | 49102      | 49560               |
| Coron                    | 1.575                    | 31,49      | 50               | 49109      | 49690               |
| La Plaine                | 1.016                    | 22,16      | 46               | 49240      | 49360               |
| La Romagne               | 2.012                    | 15,93      | 126              | 49260      | 49740               |
| La Séguinière            | 4.199                    | 31,15      | 135              | 49332      | 49280               |
| La Tessoualle            | 3.178                    | 21,21      | 150              | 49343      | 49280               |
| Le May-sur-Èvre          | 3.878                    | 31,62      | 123              | 49193      | 49122               |
| Les Cerqueux             | 892                      | 13,86      | 64               | 49058      | 49360               |
| Lys-Haut-Layon           | 7.722                    | 178,84     | 43               | 49373      | 49310, 49540, 49560 |
| Maulévrier               | 3.206                    | 33,42      | 96               | 49192      | 49360               |
| Mazières-en-Mauges       | 1.257                    | 8,90       | 141              | 49195      | 49280               |
| Montilliers              | 1.229                    | 26,36      | 47               | 49211      | 49310               |
| Nuaillé                  | 1.454                    | 13,23      | 110              | 49231      | 49340               |
| Passavant-sur-Layon      | 128                      | 4,91       | 26               | 49236      | 49560               |
| Saint-Christophe-du-Bois | 2.843                    | 21,75      | 131              | 49269      | 49280               |
| Saint-Léger-sous-Cholet  | 3.099                    | 9,60       | 323              | 49299      | 49280               |
| Saint-Paul-du-Bois       | 600                      | 26,58      | 23               | 49310      | 49310               |
| Somloire                 | 875                      | 31,83      | 27               | 49336      | 49360               |
| Toutlemonde              | 1.316                    | 12,63      | 104              | 49352      | 49360               |
| Trémentines              | 3.078                    | 34,06      | 90               | 49355      | 49340               |
| Vezins                   | 1.750                    | 18,02      | 97               | 49371      | 49340               |
| Yzernay                  | 1.829                    | 40,66      | 45               | 49381      | 49360               |
| Cholet Agglomération     | 104.711                  | 787,96     | 133              | –          | –                   |